# Ian Hart
Ian Hart, nato Ian Davies (Liverpool, 8 ottobre 1964), è un attore britannico.

## Biografia
Frequenta la scuola Cardinal Allen Grammar School (oggi chiamata Cardinal Heenan Catholic High School) a Liverpool. In seguito studia recitazione al Mabel Fletcher College of Music and Drama (ora non più esistente). Dal 1988 fino al 1991 studia produzioni video al College South Mersey (oggi Community College). L'attore, che ha espresso in passato i suoi sentimenti a favore del Repubblicanesimo irlandese, conosce una certa notorietà nel 1993, interpretando John Lennon in Backbeat - Tutti hanno bisogno di amore, ruolo che peraltro aveva già interpretato nel 1991 in The Hours and Times.
Vincitore nel 1995 della Coppa Volpi come miglior attore non protagonista per il film Niente di personale, negli anni seguenti recita per i più influenti registi, tra i quali Ken Loach in Terra e libertà (1995), Neil Jordan in Michael Collins (1996) e Fine di una storia (1999), Tony Scott in Nemico pubblico (1998), Chris Columbus in Harry Potter e la pietra filosofale (2001), e Marc Forster in Neverland - Un sogno per la vita (2004). 
Attivo anche in televisione, tra il 2002 e il 2004 interpreta la parte del dottor Watson in due film televisivi di Sherlock Holmes; in seguito partecipa alla miniserie The Virgin Queen. Dal 2007 al 2008 interpreta lo schizofrenico fotografo Don Konkey nella serie televisiva Dirt. Nel 2013 ottiene il ruolo del Dr. Franklin Hall, conosciuto nei fumetti Marvel come Graviton, nella serie Agents of S.H.I.E.L.D.

## Filmografia

### Cinema
- No Surrender, regia di Peter Smith (1985)
- The Zip, regia di Jo Ann Kaplan – cortometraggio (1988)
- The Hours and Times, regia di Christopher Münch (1991)
- Backbeat - Tutti hanno bisogno di amore (Backbeat), regia di Iain Softley (1994)
- Terra e libertà (Land and Freedom), regia di Ken Loach (1995)
- L'inglese che salì la collina e scese da una montagna (The Englishman Who Went Up a Hill But Came Down a Mountain), regia di Christopher Monger (1995)
- Libero di volare (Clockwork Mice), regia di Vadim Jean (1995)
- Niente di personale (Nothing Personal), regia di Thaddeus O'Sullivan (1995)
- Una casa per Oliver (Hollow Reed), regia di Angela Pope (1996)
- Michael Collins, regia di Neil Jordan (1996)
- Robinson Crusoe, regia di Rod Hardy e George Trumbull Miller (1997)
- The Butcher Boy, regia di Neil Jordan (1997)
- Soho (Mojo), regia di Jez Butterworth (1997)
- Gold in the Streets, regia di Elizabeth Gill (1998)
- Snitch, regia di Ted Demme (1998)
- Delitti d'autore (Frogs for Snakes), regia di Amos Poe (1998)
- B. Monkey - Una donna da salvare (B. Monkey), regia di Michael Radford (1998)
- Nemico pubblico (Enemy of the State), regia di Tony Scott (1998)
- Bait, regia di Tom Shankland – cortometraggio (1999)
- L'amore dell'anno (This Year's Love), regia di David Kane (1999)
- Wonderland, regia di Michael Winterbottom (1999)
- Spring Forward, regia di Tom Gilroy (1999)
- Fine di una storia (The End of the Affair), regia di Neil Jordan (1999)
- Bring Me Your Love, regia di David Morrissey – cortometraggio (2000)
- Con la testa tra le stelle (The Closer You Get), regia di Aileen Ritchie (2000)
- Best, regia di Mary McGuckian (2000)
- Aberdeen, regia di Hans Petter Moland (2000)
- Liam, regia di Stephen Frears (2000)
- Romantici nati (Born Romantic), regia di David Kane (2000)
- Strictly Sinatra, regia di Peter Capaldi (2001)
- Harry Potter e la pietra filosofale (Harry Potter and the Sorcerer's Stone), regia di Chris Columbus (2001)
- Killing Me Softly - Uccidimi dolcemente (Killing Me Softly), regia di Chen Kaige (2002)
- Unhinged, regia di Noreen Kershaw – cortometraggio (2002)
- Blind Flight, regia di John Furse (2003)
- Sotto massima copertura - Den of Lions (Den of Lions), regia di James Bruce (2003)
- Cheeky, regia di David Thewlis (2003)
- Every Seven Years, regia di Gary Boulton-Brown – cortometraggio (2004)
- Neverland - Un sogno per la vita (Finding Neverland), regia di Marc Forster (2004)
- Strings, regia di Anders Rønnow Klarlund (2004) – voce
- Rag Tale, regia di Mary McGuckian (2005)
- A Cock and Bull Story, regia di Michael Winterbottom (2005)
- Breakfast on Pluto, regia di Neil Jordan (2005)
- Il ritorno di Mr. Ripley (Ripley Under Ground), regia di Roger Spottiswoode (2005)
- Trigger Happy, regia di Andrew Gunn – cortometraggio (2006)
- Both, regia di Bass Bre'eche e Bassem Breish – cortometraggio (2007)
- A Girl and a Gun, regia di David L.G. Hughes – cortometraggio (2007)
- Int. Bedsit - Day, regia di James Larkin – cortometraggio (2007)
- Intervention, regia di Mary McGuckian (2007)
- Still Waters Burn, regia di Halfdan Hussey (2008)
- Morris: A Life with Bells On, regia di Lucy Akhurst (2009)
- A Boy Called Dad, regia di Brian Percival (2009)
- Viaggio nella vertigine (Within the Whirlwind), regia di Marleen Gorris (2009)
- Watching, regia di Max Myers – cortometraggio (2010)
- La terra di Dio - God's Own Country (God's Own Country), regia di Francis Lee (2017)
- Maria regina di Scozia (Mary Queen of Scots), regia di Josie Rourke (2018)
- Fuga da Pretoria (Escape from Pretoria), regia di Francis Annan (2020)
- Detective Marlowe (Marlowe), regia di Neil Jordan (2022)

### Televisione
- Play for Today – serie TV, episodio 13x02 (1982)
- One Summer – serie TV, episodio 1x01-1x04-1x05 (1983)
- The Exercise, regia di Gareth Davies – film TV (1984)
- Travelling Man – serie TV, episodio 1x03 (1984)
- The Monocled Mutineer – serie TV, episodio 1x02 (1986)
- A View of Harry Clark, regia di Alastair Reid – film TV (1989)
- Medics – serie TV, episodio 2x06 (1992)
- Loved Up, regia di Peter Cattaneo – film TV (1995)
- Longitude, regia di Charles Sturridge – film TV (2000)
- Il mastino dei Baskerville (The Hound of the Baskervilles), regia di Dave Attwood – film TV (2002)
- Dad's Dead – cortometraggio TV (2002) – voce
- Eroica: Il giorno che cambiò per sempre la musica (Eroica), regia di Simon Cellan Jones – film TV (2003)
- Sherlock Holmes ed il caso della calza di seta (Sherlock Holmes and the Case of the Silk Stocking), regia di Simon Cellan Jones – film TV (2004)
- The Virgin Queen – miniserie TV, 4 puntate (2006)
- Dirt – serie TV, 20 episodi (2007-2008)
- Dr Hoo – serie TV (2009)
- Moving On – serie TV, episodio 1x04 (2009)
- Father & Son – serie TV, 4 episodi (2009)
- Five Daughters – serie TV, episodi 1x01-1x02-1x03 (2010)
- When Harvey Met Bob, regia di Nicholas Renton – film TV (2010)
- The Man who Crossed Hitler, regia di Justin Hardy – film TV (2011)
- Luck – serie TV, 9 episodi (2011-2012)
- My Mad Fat Diary – serie TV, 16 episodi (2013-2015)
- Bates Motel – serie TV, episodi 1x04-1x08 (2013)
- Rogue – serie TV, 9 episodi (2013)
- Agents of S.H.I.E.L.D. – serie TV, episodio 1x03 (2013)
- Klondike – miniserie TV, 6 puntate (2014)
- The Last Kingdom – serie TV, 28 episodi (2015-2020)
- The Terror – serie TV, 9 episodi (2018)
- Tin Star – serie TV, 6 episodi (2020)
- Help, regia di Marc Munden – film TV (2021)
- Harry Potter 20º anniversario - Ritorno a Hogwarts (Harry Potter 20th Anniversary: Return to Hogwarts), regia di Eran Creevy, Joe Pearlman, Giorgio Testi – film TV (2022)
- The Mosquito Coast – serie TV, 11 episodi (2021-2023)

## Doppiatori italiani
Nelle versioni in italiano delle opere in cui ha recitato, Ian Hart è stato doppiato da:
- Marco Mete in Robinson Crusoe, Harry Potter e la pietra filosofale (Quirinus Raptor), Maria regina di Scozia, Harry Potter 20º anniversario - Ritorno a Hogwarts, Shoshana
- Tony Sansone in Con la testa tra le stelle, Detective Marlowe
- Mino Caprio in Fine di una storia, The Last Kingdom
- Gianni Williams in Il mastino dei Baskerville, Sherlock Holmes ed il caso della calza di seta
- Christian Iansante in Dirt, Klondike
- Roberto Chevalier in Agent of S.H.I.E.L.D., Tin Star
- Marco Bolognesi in Backbeat - Tutti hanno bisogno d'amore
- Loris Loddi in Terra e libertà
- Francesco Pezzulli ne L'inglese che salì la collina e scese da una montagna
- Sandro Acerbo in Michael Collins
- Mauro Gravina in Nemico pubblico
- Alessio Cigliano ne L'amore dell'anno
- Nanni Baldini in Best
- Massimo Rossi in Neverland - Un sogno per la vita
- Ambrogio Colombo in Breakfast on Pluto
- Roberto Certomà in Il ritorno di Mr. Ripley
- Gerolamo Alchieri in Boardwalk Empire - L'impero del crimine
- Riccardo Scarafoni in Luck
- Sergio Lucchetti in La terra di Dio - God's Own Country
- Francesco Cavuoto in The Terror
- Roberto Accornero in Fuga da Pretoria
- Enzo Avolio in The Mosquito Coast

Da doppiatore è stato sostituito da:
- Ugo Maria Morosi in Harry Potter e la pietra filosofale (Lord Voldemort)